# Медаль «За хоробрість» (Угорщина)

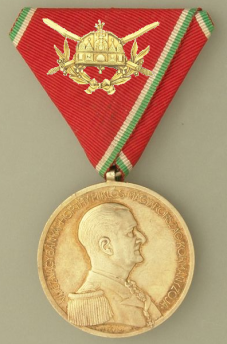
Аверс офіцерської медалі.

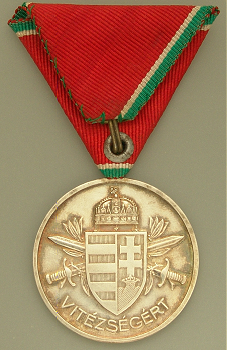
Реверс офіцерської медалі.

Угорська медаль «За хоробрість» (угор. Magyar Vitézségi Érem) — військова нагорода Угорського королівства.

## Історія
Медаль заснована Міклошем Горті 14 квітня 1939 року за зразком однойменної австро-угорської медалі для нагородження унтерофіцерів і солдатів. Медаль мала 4 ступені: бронзова, срібна, велика срібна і золота. 12 вересня 1942 року Горті заснував новий вищий ступінь — золота медаль для офіцерів.

## Опис
Кругла медаль. На реверсі зображений профіль Горті в адміральському мундирі з лицарським хрестом Військового ордена Марії-Терезії. По краях медалі йде напис VITÉZ. NAGYBÁNYAI. HORTHY. MIKLÓS. MAGYARORSZÁG. KORMÁNYZÓJA (укр. Міклош Горті, витязь Надьбаньяї, Імперський регент Угорщини). На аверсі зображений герб Угорщини зі Святою Короною, лавровим листям і схрещеними мечами. Під гербом — напис VITÉZSÉGÉRT (укр. За хоробрість).
Медаль носили на лівому боці грудей на червоній стрічці з тонкими білими і зеленими смугами по краях. В разі повторного нагородження однаковим ступенем на стрічку кріпилась планка шириною 5 мм з номером нагородження. На стрічку офіцерської медалі кріпилась застібка у вигляді Святої Корони, лаврового листя і схрещених мечів.

## Відомі нагороджені
Серед нагороджених золотою медаллю для офіцерів були 2 німецькі льотчики-аси — Ганс-Ульріх Рудель і Гельмут Ліпферт.